# Golden Gate
El Golden Gate (Puerta Dorada en español) es un estrecho situado en la California occidental, que separa la bahía de San Francisco, del océano Pacífico. Tiene 2,7  km de largo. Técnicamente, la puerta está definida por los farallones de la península de San Francisco y la península de Marín, mientras que el «estrecho» es el agua que fluye en el medio. 
El famoso puente de Golden Gate, con un ancho de 28 m y 2,7 km de longitud, desde 1937 cruza el estrecho para unir San Francisco, al sur, con el condado de Marin, al norte.

## Historia
Durante la última glaciación, cuando el nivel del mar estaba varios cientos de metros más abajo, las aguas del río Sacramento y del río San Joaquín, alimentados por glaciares, excavaron un canal profundo a través del lecho de roca en su camino hacia el océano. El estrecho es así conocido hoy por su profundidad y por las poderosas corrientes de las mareas del océano Pacífico, y en sus aguas se forman muchos pequeños torbellinos y remolinos. 
Antes de la llegada de los europeos en el siglo XVIII, la zona del estrecho y de la bahía de San Francisco estuvo habitada por los ohlone, al sur, y el pueblo de la costa Miwok, hacia el norte. Los descendientes de ambas tribus permanecen en la zona. 

### Exploraciones españolas

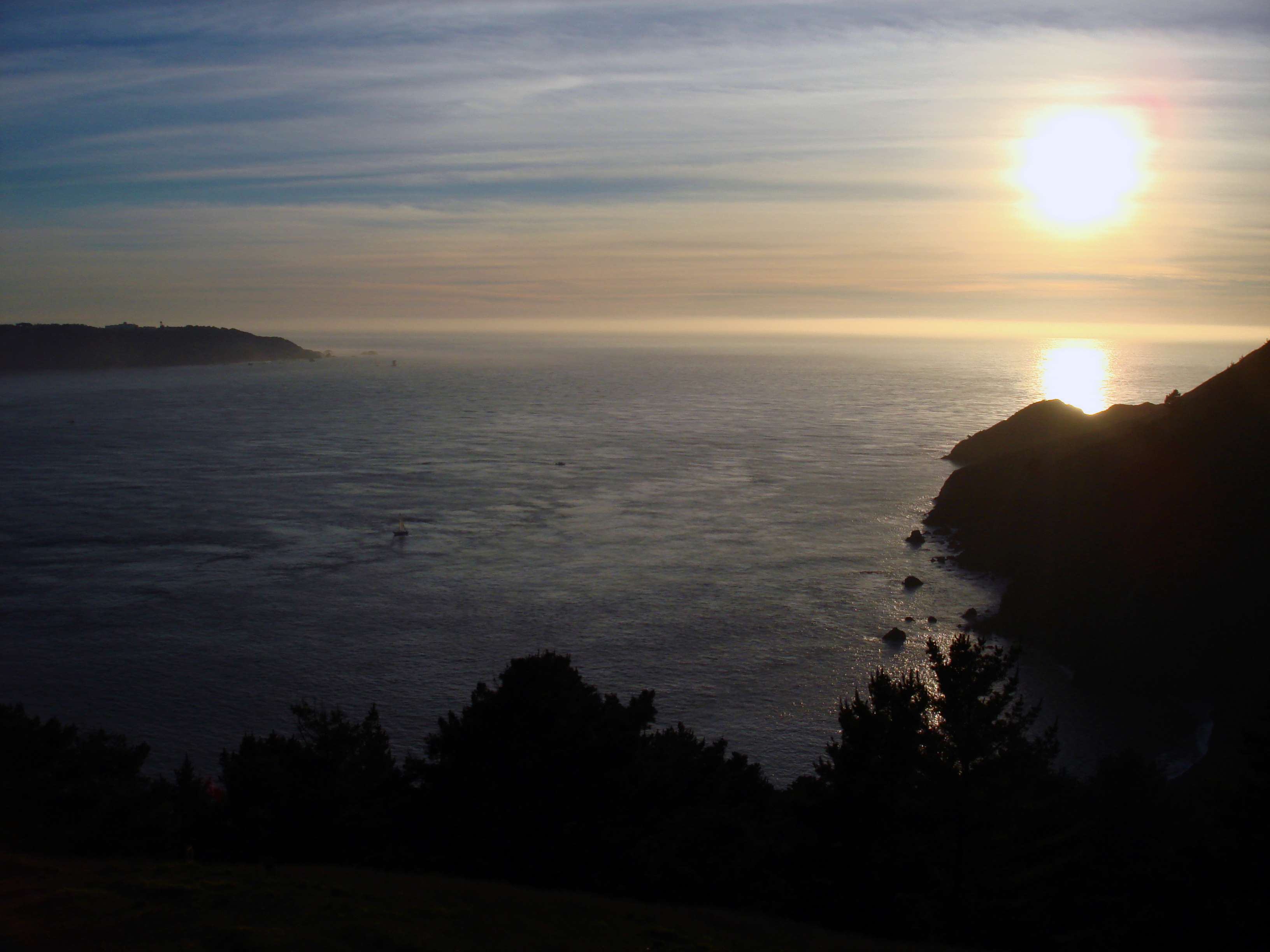
Fotografía del Golden Gate mirando al oeste hacia el Pacífico

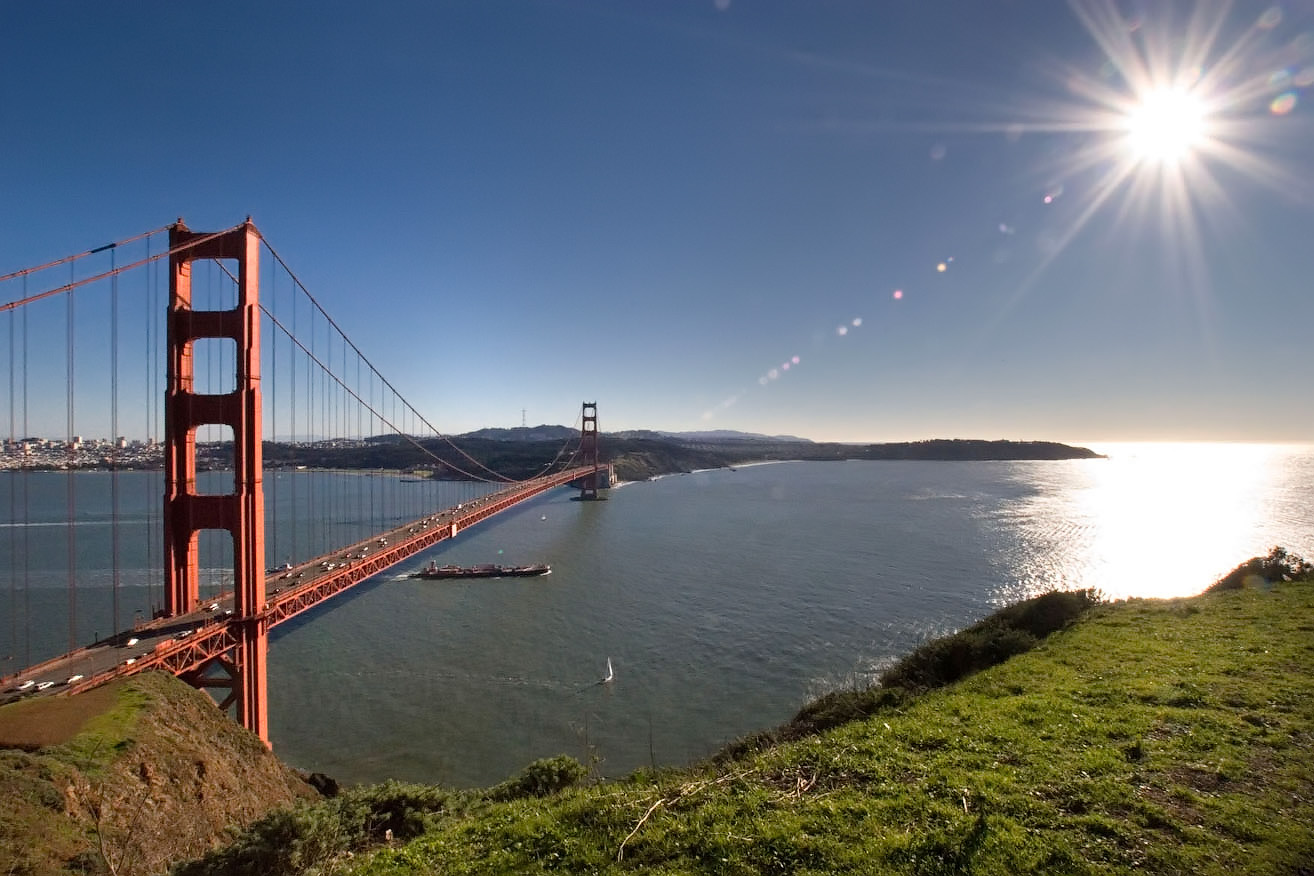
El Golden Gate, como se ve desde los promontorios Marín (Marin Headlands) mirando al suroeste hacia el mar abierto

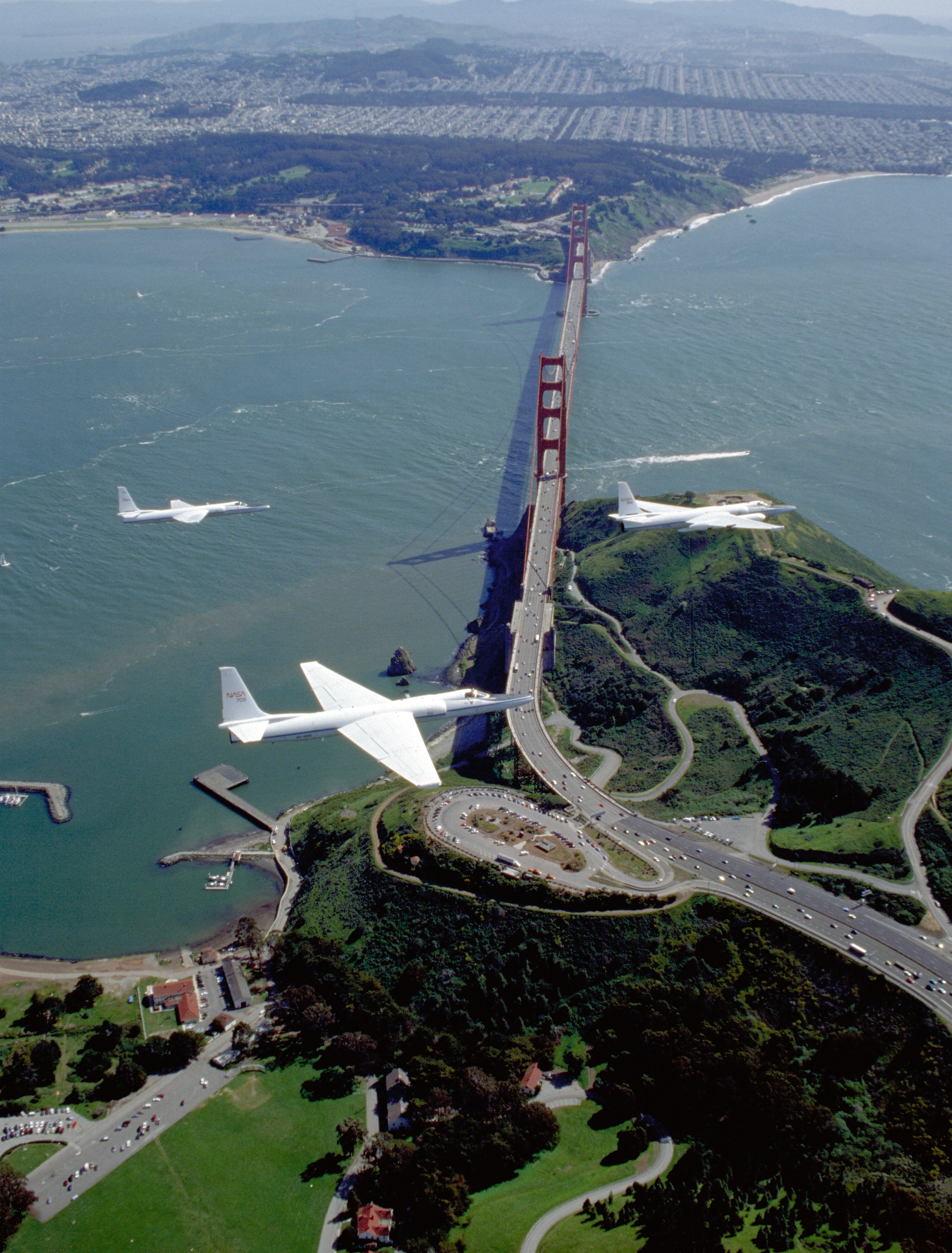
El Golden Gate, mirando hacia el sur en dirección alek San Francisco. La bahía de San Francisco está a la izquierda, y el Pacífico a la derecha

El Golden Gate está a menudo envuelto en la niebla debido al clima de esa ciudad. Durante el verano, el calor en el Valle Central de California hace que el aire aquí ascienda. Esto puede crear fuertes vientos que llevan aire húmedo desde el océano a través de la ruptura de las montañas causada por el Golden Gate, lo que comúnmente causa un flujo de niebla densa al entrar en la bahía. El estrecho fue sorprendentemente difícil de alcanzar para los primeros exploradores europeos, presumiblemente debido a esas persistentes nieblas de verano. 
Del estrecho no se informa ni en los viajes de Juan Rodríguez Cabrillo ni de Francis Drake (1579), los cuales pueden haber explorado en el siglo XVI la costa en sus inmediaciones, en busca del legendario Paso del Noroeste. Del estrecho tampoco se informó en las observaciones del galeón de Manila, los galeones españoles que regresaban de las Filipinas y que se dejaban caer al sur en las inmediaciones de la bahía Drakes. Estos galeones rara vez sobrepasaban al este las islas Farallón (27 km al oeste del Golden Gate), por temor a encallar en las rocas entre las islas y el continente. 
Las primeras noticias de la observación del estrecho se produjeron cerca de doscientos años después de las primeras exploraciones españolas de la costa. En 1769, el sargento José Francisco Ortega, al mando de un grupo de exploradores enviados al norte a lo largo de la península de la actual San Francisco, informó de que no podía seguir adelante por el estrecho. El 5 de agosto de 1775 Juan de Ayala y la tripulación de su barco San Carlos se convirtieron en los primeros españoles conocidos que han pasado por el estrecho, anclando en una cala detrás de la isla Ángel, que ahora es nombrada en honor de Ayala. Hasta la década de 1840 el estrecho fue llamado «boca del Puerto de San Francisco». El 1 de julio de 1846, antes del descubrimiento del oro en California, la entrada adquirió un nuevo nombre. En sus memorias, John C. Frémont escribió: «a esta puerta le di el nombre de Chrysopylae, o Golden Gate, por las mismas razones que el puerto de Bizancio se llamaba Chrysoceras o Cuerno de Oro».
La Zona de Recreo del Golden Gate (Golden Gate National Recreational Area) fue creada en 1972 por el Servicio Nacional de Parques de Estados Unidos. Se extiende hacia el norte y sur del puente Golden Gate y también incluye las islas de Alcatraz y Ángel.